# ألكسندر أكوستا
ألكسندر أكوستا (بالإنجليزية: Alexander Acosta)‏ هو محامي وسياسي أمريكي، ولد في 16 يناير 1969 في ميامي في الولايات المتحدة. حزبياً، نشط في الحزب الجمهوري. وقد انتخب عميد Florida International University College of Law ‏ (1 يوليو 2009 – 28 أبريل 2017) وانتخب وزير العمل الأمريكي (28 أبريل 2017 – ) وانتخب United States Attorney for the Southern District of Florida ‏ (11 يونيو 2005 – 5 يونيو 2009).